# Reynolds (Georgia)
Reynolds is een plaats (town) in de Amerikaanse staat Georgia, en valt bestuurlijk gezien onder Taylor County.

## Demografie
Bij de volkstelling in 2000 werd het aantal inwoners vastgesteld op 1036.
In 2006 is het aantal inwoners door het United States Census Bureau geschat op 1016, een daling van 20 (-1,9%).

## Geografie
Volgens het United States Census Bureau beslaat de plaats een oppervlakte van
3,4 km², geheel bestaande uit land. Reynolds ligt op ongeveer 134 m boven zeeniveau.

## Plaatsen in de nabije omgeving
De onderstaande figuur toont nabijgelegen plaatsen in een straal van 24 km rond Reynolds.